# 슈퍼주니어-D&E
슈퍼주니어-D&E는 슈퍼주니어의 멤버 동해와 은혁으로 구성된 5번째 유닛이다.

## 활동
2011년 슈퍼주니어의 4번째 월드투어 SUPER SHOW 4를 통해《떴다 오빠 (Oppa, Oppa)》를 최초 공개하였으며 이후 대한민국에서도 디지털 싱글을 발매하고 활동을 펼친 바 있다. 일본에서도 두 차례의 싱글을 발매한 바 있으며 2014년 봄, 정규 앨범 발매와 동시에 대규모의 일본 투어를 개최하였다. 2015년 3월, 대한민국에서도 미니 앨범을 발표하며 정식 유닛 활동을 선언했다.

## 구성원
| 이름 | 사진 | 소개                                                                                             |
| ---- | ---- | ------------------------------------------------------------------------------------------------ |
| 은혁 |      | - 본명 : 이혁재 (李赫宰) - 생년월일 : 1986년 4월 4일(39세) - 출생지 : 대한민국 경기도 고양시     |
| 동해 |      | - 본명 : 이동해 (李東海) - 생년월일 : 1986년 10월 15일(38세) - 출생지 : 대한민국 전라남도 목포시 |

## 음반

### 대한민국
- 슈퍼주니어 아시아투어 SUPER SHOW 3 《I Wanna Love You》
- 디지털 싱글 《떴다 오빠 (Oppa, Oppa)》 (2011년 12월 16일)
- 디지털 싱글 《아직도 난 (Still You)》 (2013년 12월 18일)
- 미니앨범 1집 《The Beat Goes On》 (2015년 3월 6일)
- 《The Beat Goes On》 스페셜 에디션 (2015년 3월 23일)
- 미니앨범 2집 《Bout you》 (2018년 8월 16일)
- 미니앨범 3집 《DANGER》 (2019년 4월 14일)
- 미니앨범 4집 《BAD BLOOD》 (2020년 9월 3일)
- 정규앨범 1집 《COUNTDOWN》 (2021년 11월 2일)
- 정규 1집 에필로그 앨범 《Need U》(2021년 12월 9일)
- 미니앨범 5집 《606(SIX ZERO SIX)》 (2024년 3월 26일)
- 미니앨범 6집 《INEVITABLE》 (2024년 9월 25일)
- 미니앨범 6집 리패키지 앨범 《INEVITABLE - REPACKAGE》 (2024년 11월 26일)

### 일본
- 싱글 1집 《Oppa, Oppa》 (2012년 4월 4일)
- 싱글 2집 《I WANNA DANCE》 (2013년 6월 19일)
- 정규 1집 《Ride Me》 (2014년 2월 26일)
- 싱글 3집 《SKELETON》 (2014년 8월 6일)
- 미니앨범 1집 《Present》 (2015년 4월 1일)
- 정규 2집 《STYLE》 (2018년 8월 8일)
- 싱글 4집 《Wings》 (2020년 11월 25일)

### 미공개곡 (국내)
- Oh, No! (Pretty Girl)
- Hello
- Wonderland
- 겨울 愛 (Winter Love)

## 수상 경력

### 시상식
| 연도   | 수상 내역                                                   |
| ------ | ----------------------------------------------------------- |
| 2015년 | - 4월 23일 《아시아 모델 페스티벌》 아시아 특별상 가수 부문 |

### 가요 프로그램 1위
| 연도            | 수상 내역 (총 2회)                                              |
| --------------- | --------------------------------------------------------------- |
| 2015년 (총 1회) | - 너는 나만큼 (총 1회) - 3월 20일 KBS 《뮤직뱅크》 K-Chart 1위  |
| 2019년 (총 1회) | - 땡겨 (총 1회) - 4월 23일 SBS MTV 《더 쇼 시즌5》 더 쇼 초이스 |